# Boisleux-au-Mont
Pour les articles homonymes, voir Boisleux.
Boisleux-au-Mont est une commune française située dans le département du Pas-de-Calais en région Hauts-de-France. Ses habitants sont appelés les Boislieusiens. La commune est membre de la communauté urbaine d'Arras.

## Géographie

### Localisation
Localisée dans le sud-est du département du Pas-de-Calais, la commune de Boisleux-au-Mont est située à 11 km au sud d'Arras (chef-lieu d'arrondissement et préfecture du Pas-de-Calais).
Le territoire de la commune est limitrophe de ceux de sept communes.
Les communes limitrophes sont Mercatel, Moyenneville, Boiry-Saint-Martin, Boiry-Sainte-Rictrude, Boisleux-Saint-Marc, Ficheux et Hamelincourt.

### Géologie et relief
La superficie de la commune est de 4,66 km2 ; son altitude varie de 73  à   108 mètres.

### Hydrographie
Le territoire de la commune est situé dans le bassin Artois-Picardie.
La commune est traversée par le Cojeul, cours d'eau de 25 km, qui prend sa source dans la commune de Douchy-lès-Ayette et se jette dans la Sensée au niveau de la commune d'Éterpigny.

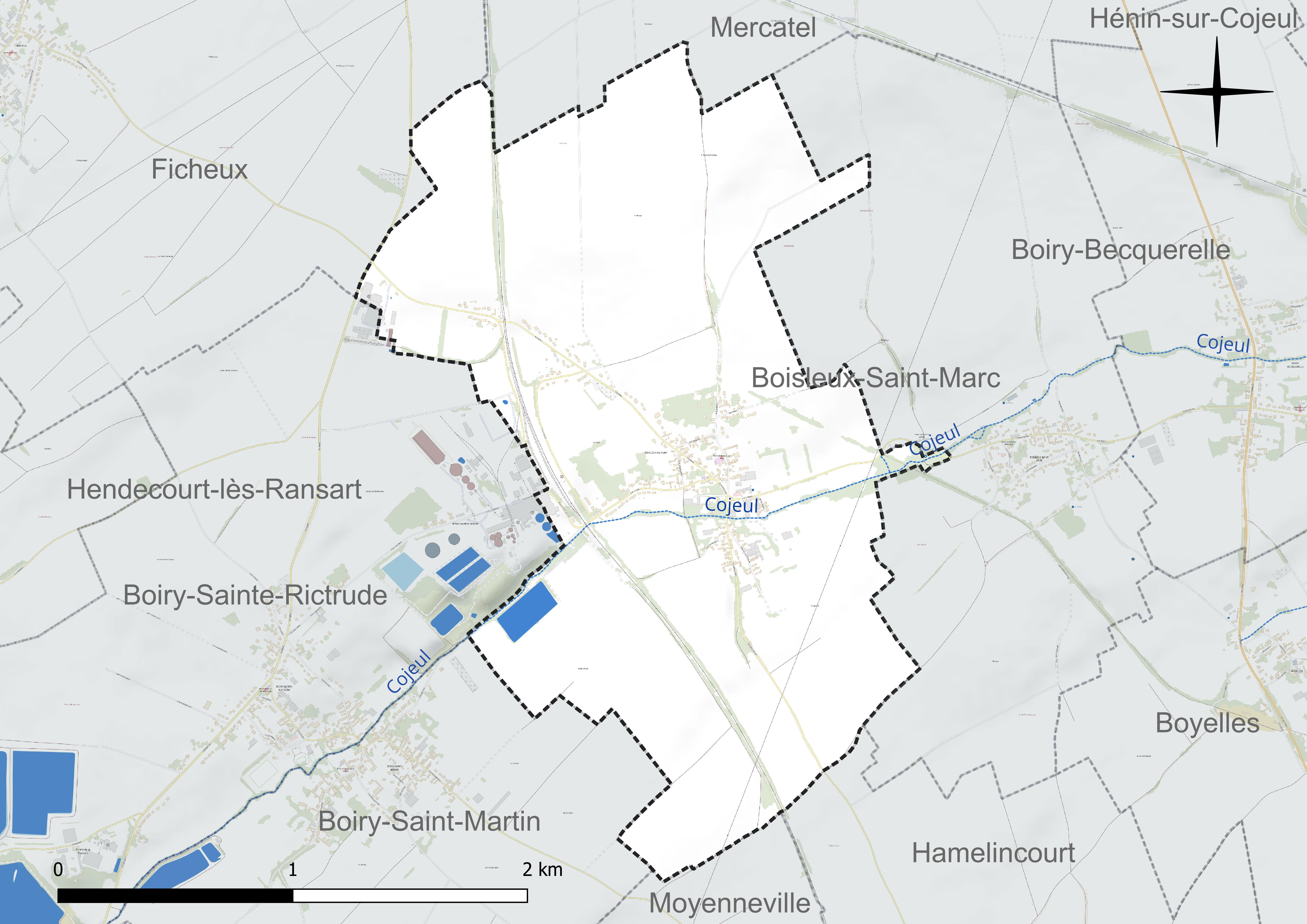
Réseau hydrographique de Boisleux-au-Mont.

### Climat
Pour des articles plus généraux, voir Climat des Hauts-de-France et Climat du Pas-de-Calais.
En 2010, le climat de la commune est de type climat océanique dégradé des plaines du Centre et du Nord, selon une étude du CNRS s'appuyant sur une série de données couvrant la période 1971-2000. En 2020, Météo-France publie une typologie des climats de la France métropolitaine dans laquelle la commune est exposée à un climat océanique et est dans la région climatique Nord-est du bassin Parisien, caractérisée par un ensoleillement médiocre, une pluviométrie moyenne régulièrement répartie au cours de l’année et un hiver froid (3 °C).
Pour la période 1971-2000, la température annuelle moyenne est de 10,4 °C, avec une amplitude thermique annuelle de 14,1 °C. Le cumul annuel moyen de précipitations est de 741 mm, avec 12 jours de précipitations en janvier et 8,9 jours en juillet. Pour la période 1991-2020, la température moyenne annuelle observée sur la station météorologique la plus proche, située sur la commune de Wancourt à 8 km à vol d'oiseau, est de 10,8 °C et le cumul annuel moyen de précipitations est de 711,4 mm,. Pour l'avenir, les paramètres climatiques de la commune estimés pour 2050 selon différents scénarios d'émission de gaz à effet de serre sont consultables sur un site dédié publié par Météo-France en novembre 2022.

### Paysages
Pour un article plus général, voir Paysage en France.
La commune s'inscrit dans les « paysages des grandes plaines arrageoises et cambrésiennes » tels qu'ils sont définis dans l'atlas de paysages de la région Nord-Pas-de-Calais, conçu par la direction régionale de l'Environnement, de l'Aménagement et du Logement (DREAL),.
Ces « paysages des grandes plaines arrageoises et cambrésiennes », qui concernent 238 communes, sont constitués de 80,36 % de cultures, de 8,01 % d'espaces artificialisés avec les communes principales de Cambrai, Caudry, Bapaume et Avesnes-le-Comte, de 7,25 % de prairies naturelles, permanentes, de 3,19 % de forêts et de milieux semi-naturels, 0,77 % de friches industrielles, de 0,38 % de cours d'eau et plan d'eau et de 0,04 % d’espaces industriels. Ces paysages sont dominés par les « grandes cultures » de céréales et de betteraves industrielles qui représentent 70 % de la surface agricole utilisée (SAU).

## Urbanisme

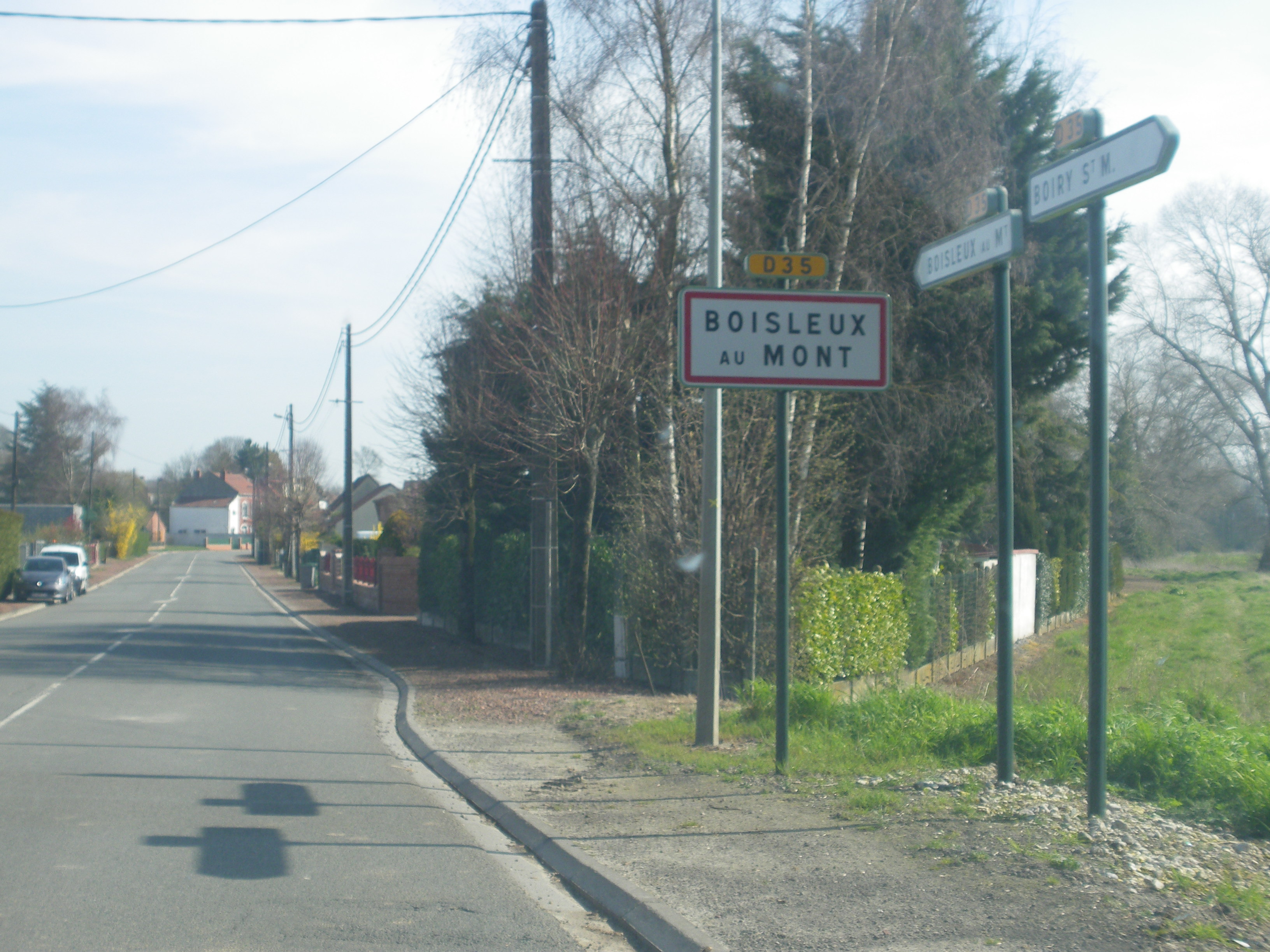
Une entrée de la commune.

### Typologie
Au 1er janvier 2024, Boisleux-au-Mont est catégorisée commune rurale à habitat dispersé, selon la nouvelle grille communale de densité à sept niveaux définie par l'Insee en 2022.
Elle est située hors unité urbaine. Par ailleurs la commune fait partie de l'aire d'attraction d'Arras, dont elle est une commune de la couronne,. Cette aire, qui regroupe 163 communes, est catégorisée dans les aires de 50 000 à moins de 200 000 habitants,.

### Occupation des sols
L'occupation des sols de la commune, telle qu'elle ressort de la base de données européenne d’occupation biophysique des sols Corine Land Cover (CLC), est marquée par l'importance des territoires agricoles (88,1 % en 2018), en diminution par rapport à 1990 (98,2 %). La répartition détaillée en 2018 est la suivante : 
terres arables (88 %), zones urbanisées (7,3 %), zones industrielles ou commerciales et réseaux de communication (4,6 %), zones agricoles hétérogènes (0,1 %). L'évolution de l’occupation des sols de la commune et de ses infrastructures peut être observée sur les différentes représentations cartographiques du territoire : la carte de Cassini (XVIIIe siècle), la carte d'état-major (1820-1866) et les cartes ou photos aériennes de l'IGN pour la période actuelle (1950 à aujourd'hui).

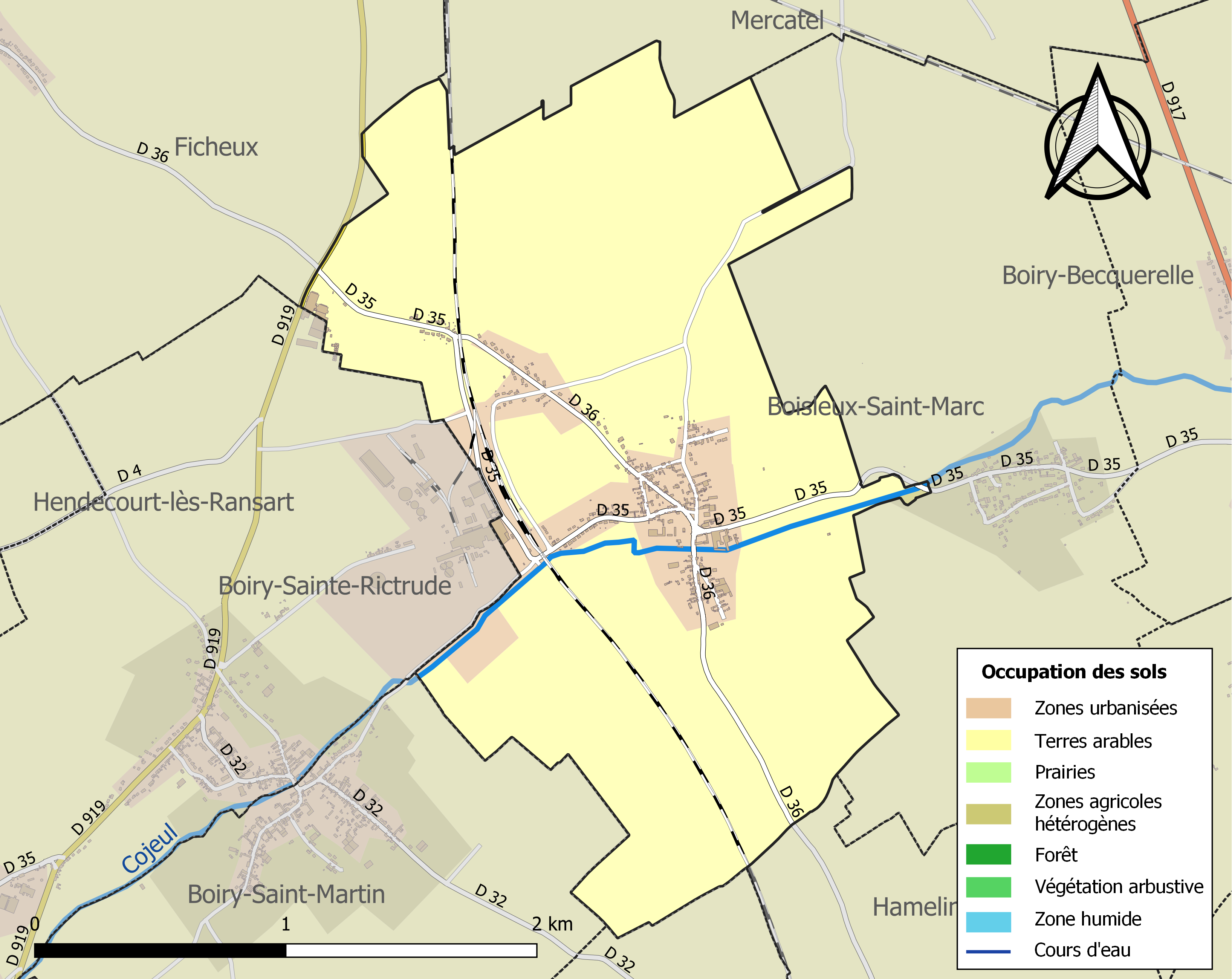
Carte des infrastructures et de l'occupation des sols de la commune en 2018 (CLC).

### Voies de communication et transports

#### Voies de communication
La commune est desservie par les routes départementales D 35 et D 36.

#### Transport ferroviaire
Dans la commune se trouve la gare de Boisleux, située sur la ligne de Paris-Nord à Lille, desservie par des trains régionaux du réseau TER Hauts-de-France.
De 1880 à 1969, la commune est desservie par une ancienne ligne de chemin de fer, la ligne de Boisleux à Marquion.

## Toponymie
Le nom de la localité est attesté sous les formes Bailues (1170), Bailos (1195), Bailoiz (1167), Baylues ubi fluvius de Cojeul primo scaturit ortu, Bayluez, Baylues (XIIe siècle), Bailloes (1207), Bellues (1273), Bailoes in Monte (1276), Bailloeus (1278), Bailues in Monte (1291), Boeloes (1313), Bailloex et Bailloeux (1398), Bailleux-au-Mont (1406), Bailleux-Saint-Vaast (1515), Boilleux (1651), Boilleux-au-Mont (XVIIe siècle), Boisleux-le-Petit (1720), Boisleux au Mont (1793), Boileux-au-Mont et Boisleux-au-Mont depuis 1801.

## Histoire
L'histoire de la commune est consultable dans le Dictionnaire historique et archéologique du Pas-de-Calais paru en 1873 
.
Le 15 mai 1596, par acte pris à la maison royale d'Espagne (maison royale d'Alcala en Castille), est élevé chevalier Louis de Beauffort, seigneur de Boisleux, lieutenant de la compagnie d'hommes d'armes sous la charge du comte de Solre (sans doute Solre-le-Château) (le comte de Solre relève de la maison de Croÿ), au service depuis son plus jeune âge. Il a assuré plusieurs sièges et prises de villes, a été blessé plusieurs fois, a fait partie à ses frais de la suite du marquis de Roubaix pendant quatre ans. Il a voyagé en Lorraine avec le marquis d'Havré (il s'agit toujours de la maison de Croÿ), qui lui a donné l'enseigne de sa compagnie d'hommes d'armes pour empêcher le passage des reîtres qui allaient en France pour le prince de Béarn. Il a été envoyé avec la même compagnie vers Bonne où il est resté jusqu'à la prise de cette ville, puis étant avec le comte d'Egmont (Maison d'Egmond), en qualité de lieutenant de sa compagnie, fut blessé par un coup d'arquebuse à la gorge. Il alla encore au secours de Paris et continua de servir en qualité de lieutenant du comte de Solre.
Aux XVIe et XVIIe siècles, la seigneurie de Boisleux-au-Mont est détenue par des membres de la famille de Beauffort.
Le 19 juin 1957, le train express Tourcoing-Paris déraille à Boisleux-au-Mont, l'accident fait huit morts et une trentaine de blessés.

### Première Guerre mondiale
La commune est décorée de la croix de guerre 1914-1918 par décret du 23 septembre 1920, distinction également attribuée à 276 autres communes du Pas-de-Calais.

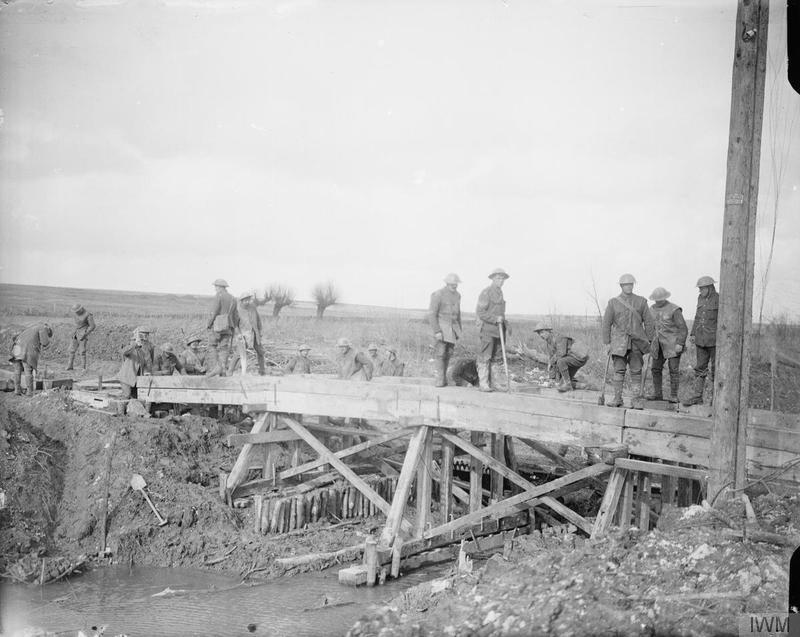
Construction d'un pont sur le Cojeul (mars 1917).
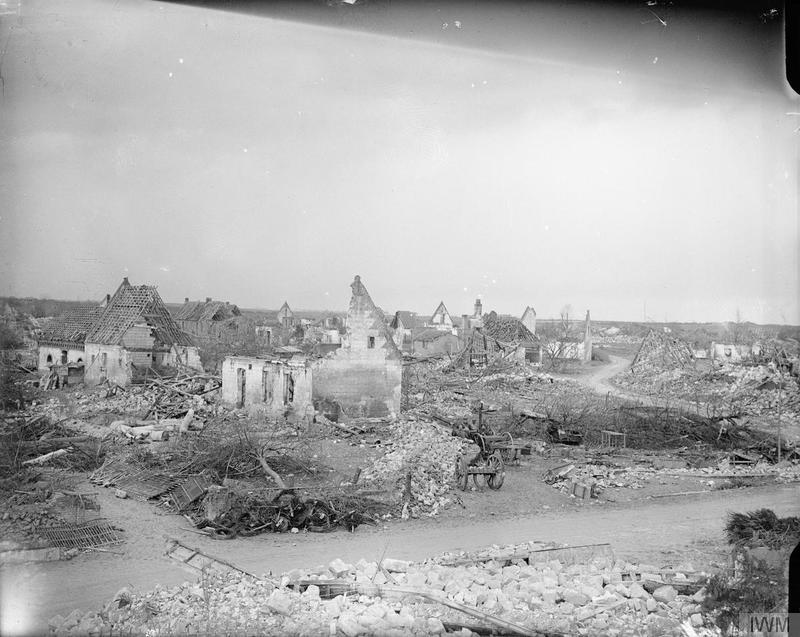
Le village détruit par les allemands (mars 1917).
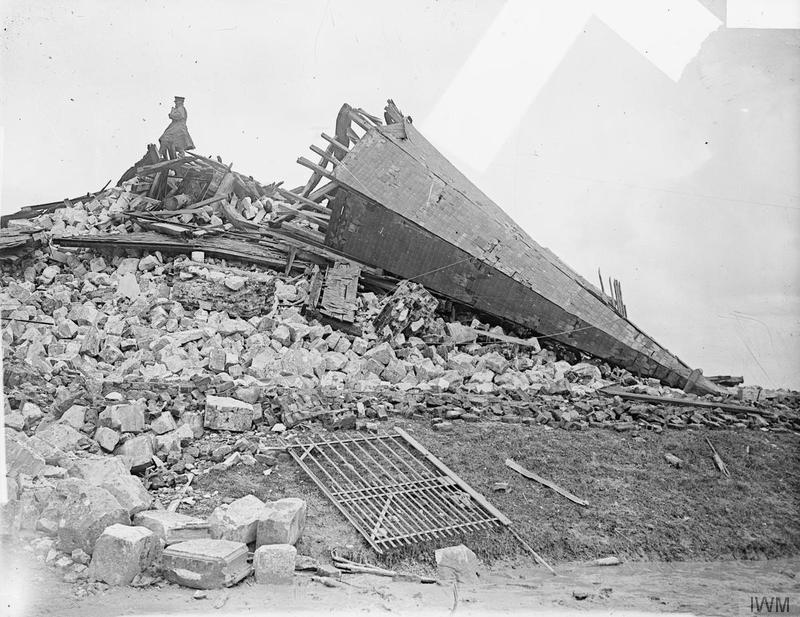
L'église détruite par les allemands (mars 1917).

## Politique et administration

### Découpage territorial
La commune se trouve dans l'arrondissement d'Arras du département du Pas-de-Calais, depuis 1801.

#### Commune et intercommunalités
La commune est membre de la communauté urbaine d'Arras qui regroupe 46 communes et totalise 109 776 habitants en 2021.

#### Circonscriptions administratives
La commune est rattachée au canton de Croisilles de 1801 à 2014, puis, depuis 2015, au canton d'Arras-3.

#### Circonscriptions électorales
Pour l'élection des députés, la commune fait partie de la première circonscription du Pas-de-Calais.

### Postes et télécommunications

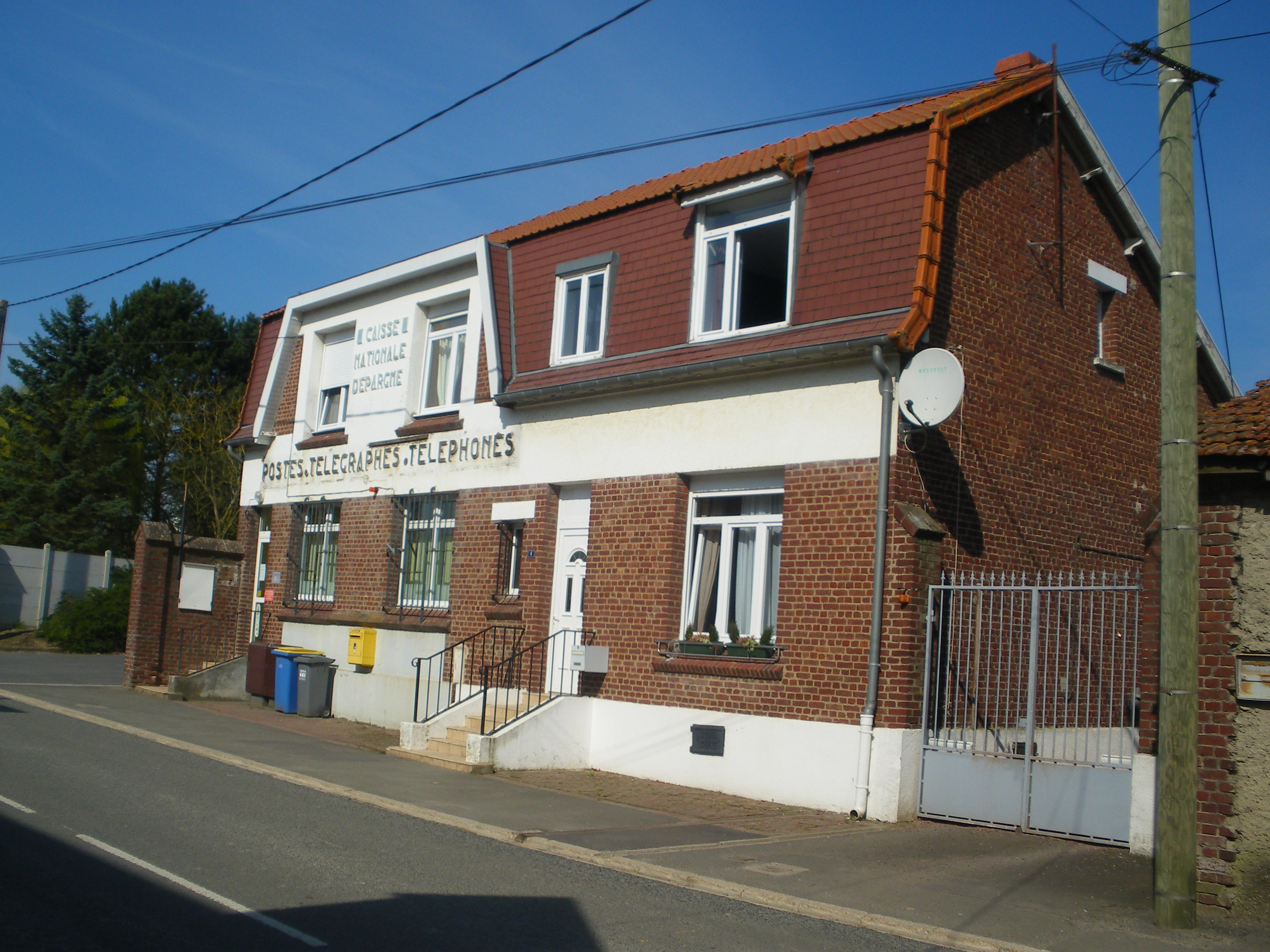
La poste.

### Élections municipales et communautaires

#### Liste des maires
| Période                                  | Période                      | Identité              | Étiquette | Qualité                                                         |
| ---------------------------------------- | ---------------------------- | --------------------- | --------- | --------------------------------------------------------------- |
| Les données manquantes sont à compléter. |                              |                       |           |                                                                 |
|                                          | mars 1989                    | Charles Trannin       |           |                                                                 |
| mars 1989                                | mars 2001                    | M. Ducoulombier       |           |                                                                 |
| mars 2001                                | mars 2008                    | Hubert Triplet        |           |                                                                 |
| mars 2008                                | En cours (au 2 février 2022) | Jean-Marie Distinguin |           | Réélu pour le mandat 2014-2020, Réélu pour le mandat 2020-2026, |

## Équipements et services publics

### Justice, sécurité, secours et défense
La commune dépend du tribunal judiciaire d'Arras, du conseil de prud'hommes d'Arras, de la cour d'appel de Douai, du tribunal de commerce d'Arras, du tribunal administratif de Lille, de la cour administrative d'appel de Douai et du tribunal pour enfants d'Arras.

## Population et société

### Démographie
Les habitants de la commune sont appelés les Boislieusiens.

#### Évolution démographique
L'évolution du nombre d'habitants est connue à travers les recensements de la population effectués dans la commune depuis 1793. Pour les communes de moins de 10 000 habitants, une enquête de recensement portant sur toute la population est réalisée tous les cinq ans, les populations de référence des années intermédiaires étant quant à elles estimées par interpolation ou extrapolation. Pour la commune, le premier recensement exhaustif entrant dans le cadre du nouveau dispositif a été réalisé en 2004.

En 2022, la commune comptait 522 habitants, en évolution de +0,58 % par rapport à 2016 (Pas-de-Calais : −0,72 %, France hors Mayotte : +2,11 %).
| 1793 | 1800 | 1806 | 1821 | 1831 | 1836 | 1841 | 1846 | 1851 |
| ---- | ---- | ---- | ---- | ---- | ---- | ---- | ---- | ---- |
| 455  | 292  | 304  | 384  | 406  | 411  | 438  | 487  | 462  |

| 1856 | 1861 | 1866 | 1872 | 1876 | 1881 | 1886 | 1891 | 1896 |
| ---- | ---- | ---- | ---- | ---- | ---- | ---- | ---- | ---- |
| 464  | 461  | 482  | 468  | 477  | 494  | 491  | 470  | 461  |

| 1901 | 1906 | 1911 | 1921 | 1926 | 1931 | 1936 | 1946 | 1954 |
| ---- | ---- | ---- | ---- | ---- | ---- | ---- | ---- | ---- |
| 436  | 439  | 456  | 280  | 412  | 418  | 414  | 406  | 384  |

| 1962 | 1968 | 1975 | 1982 | 1990 | 1999 | 2004 | 2006 | 2009 |
| ---- | ---- | ---- | ---- | ---- | ---- | ---- | ---- | ---- |
| 381  | 395  | 361  | 409  | 449  | 407  | 479  | 494  | 497  |

| 2014 | 2019 | 2022 | - | - | - | - | - | - |
| ---- | ---- | ---- | - | - | - | - | - | - |
| 511  | 512  | 522  | - | - | - | - | - | - |

#### Pyramide des âges
En 2018, le taux de personnes d'un âge inférieur à 30 ans s'élève à 38,3 %, soit au-dessus de la moyenne départementale (36,7 %). À l'inverse, le taux de personnes d'âge supérieur à 60 ans est de 21,9 % la même année, alors qu'il est de 24,9 % au niveau départemental.
En 2018, la commune comptait 249 hommes pour 265 femmes, soit un taux de 51,56 % de femmes, légèrement supérieur au taux départemental (51,5 %).
Les pyramides des âges de la commune et du département s'établissent comme suit.
| Hommes | Classe d’âge | Femmes |
| ------ | ------------ | ------ |
| 0,0    | 90 ou +      | 0,4    |
| 5,6    | 75-89 ans    | 6,1    |
| 15,7   | 60-74 ans    | 15,9   |
| 23,4   | 45-59 ans    | 20,1   |
| 17,3   | 30-44 ans    | 18,9   |
| 17,7   | 15-29 ans    | 18,9   |
| 20,2   | 0-14 ans     | 19,7   |

| Hommes | Classe d’âge | Femmes |
| ------ | ------------ | ------ |
| 0,5    | 90 ou +      | 1,6    |
| 5,6    | 75-89 ans    | 8,9    |
| 16,7   | 60-74 ans    | 18,1   |
| 20,2   | 45-59 ans    | 19,2   |
| 18,9   | 30-44 ans    | 18,1   |
| 18,2   | 15-29 ans    | 16,2   |
| 19,9   | 0-14 ans     | 17,9   |

## Culture locale et patrimoine

### Lieux et monuments
- L'église Saint-Vaast.
- Le vitrail du souvenir, dans l'église, en mémoire des morts de la Première Guerre mondiale[36].
- La gare.
- Le monument aux morts[36].
- Le monument à la mémoire du colonel Thomas J.J. Christian JR. Le 12 août 1944 un chasseur Mustang P51 s'écrasait sur la gare de Boisleux-au-Mont[37].
- Le Boisleux-au-Mont Communal Cemetery, avec des tombes de soldats britanniques de la Première et Seconde Guerre mondiale[37].

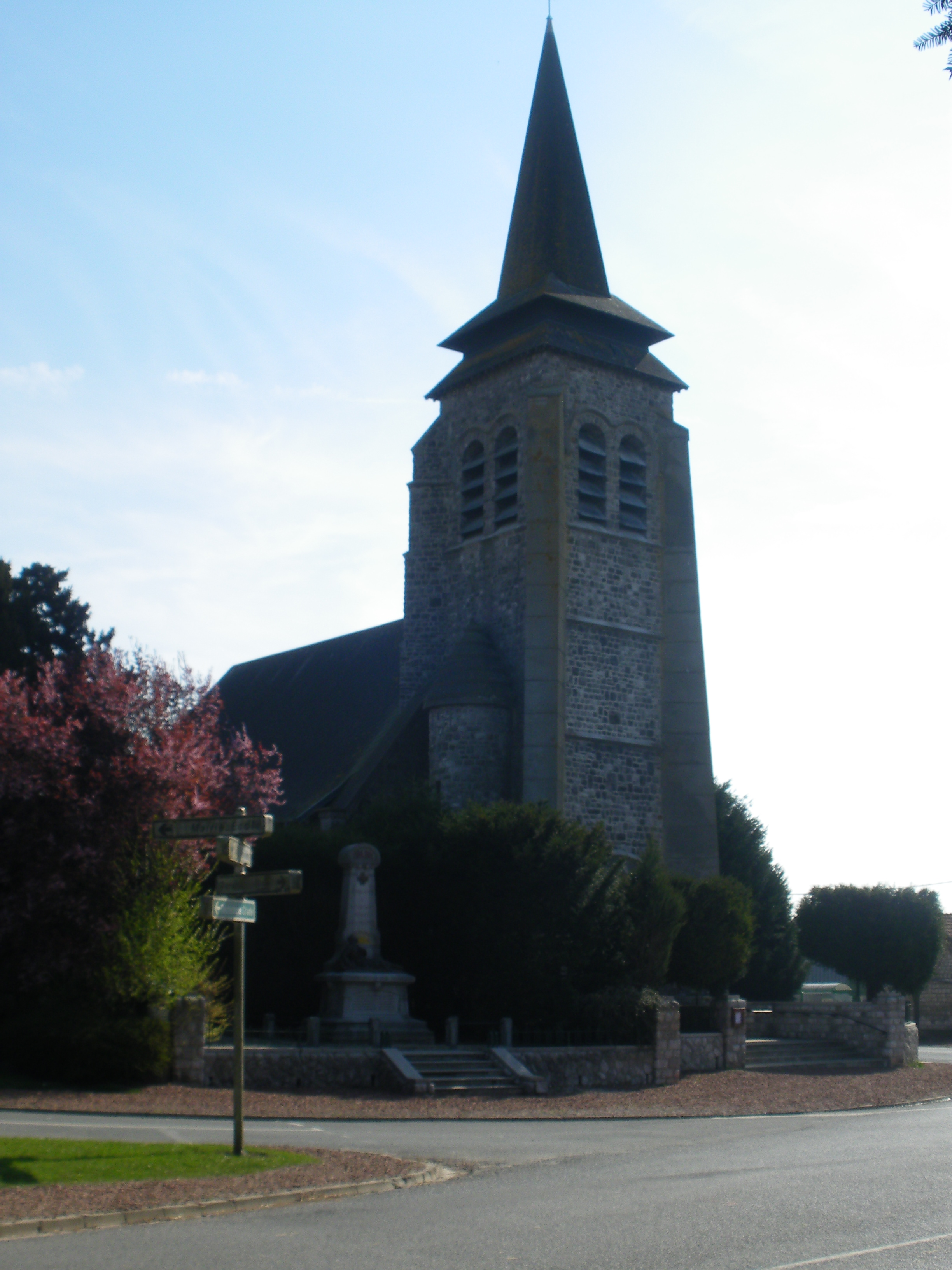
L'église.
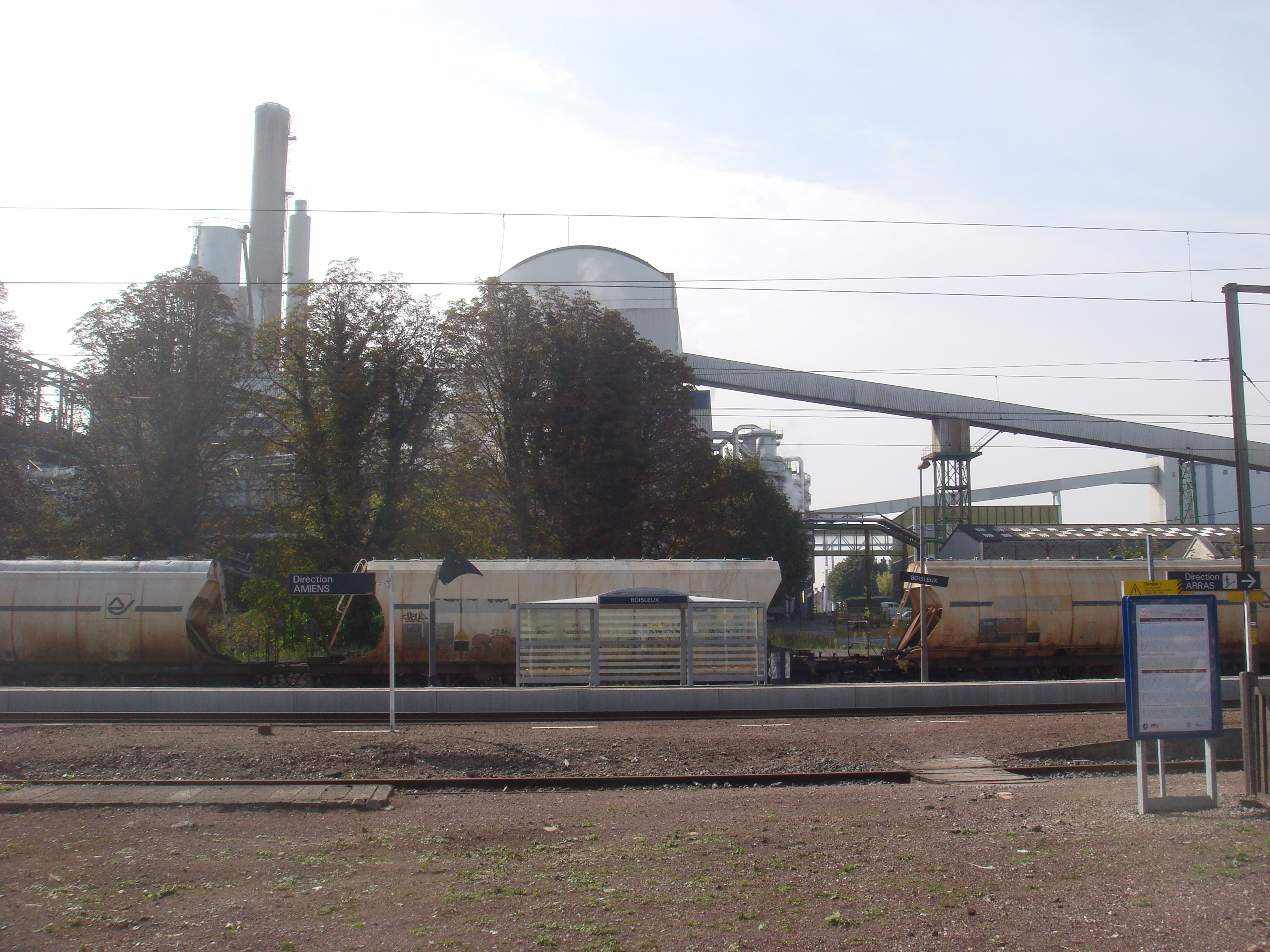
La gare.
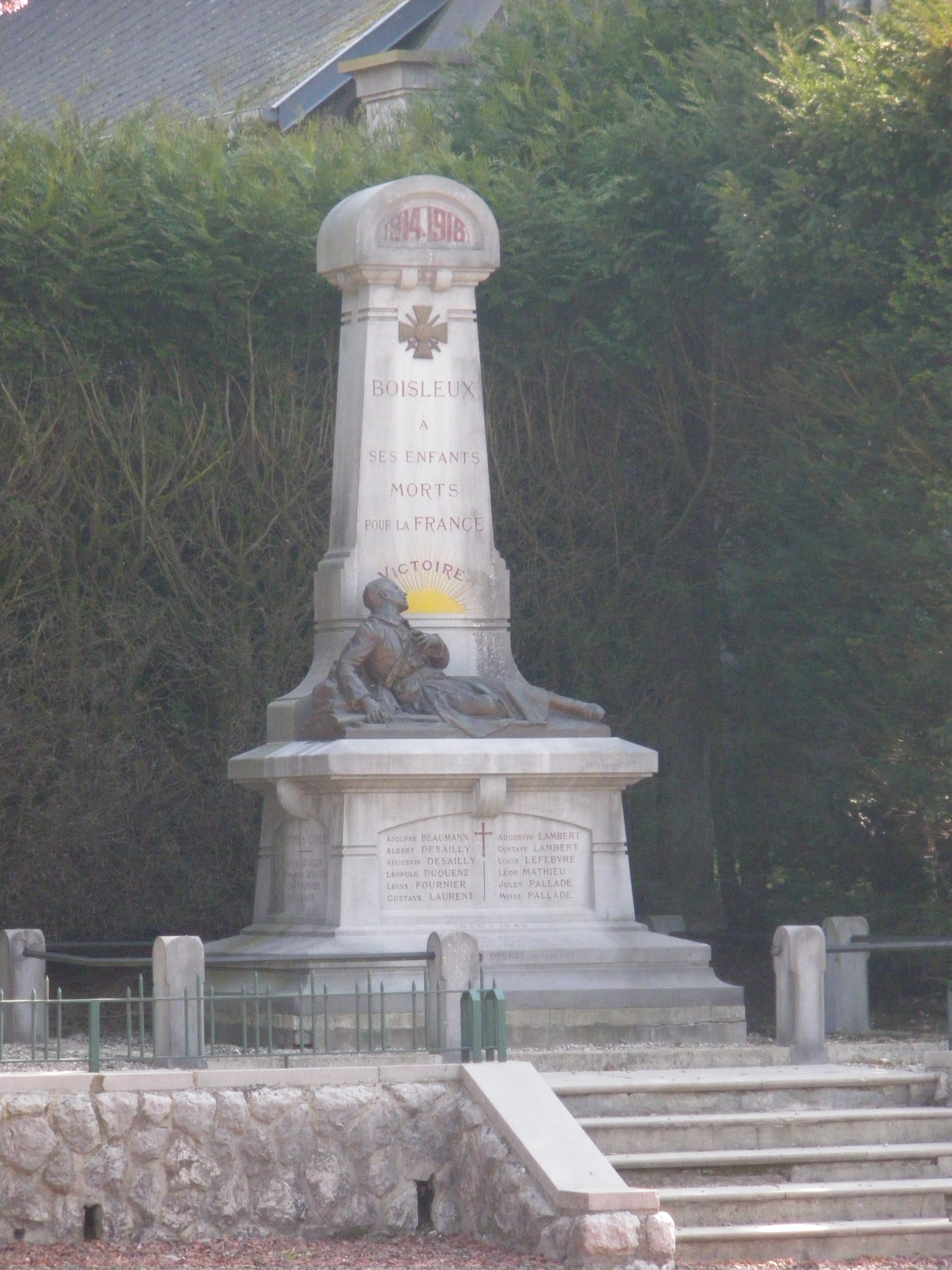
Le monument aux morts.

### Personnalités liées à la commune
- Adalbert Cuvelier (1812-1871), photographe français, mort sur la commune.

### Héraldique
| Blason de Boisleux-au-Mont | Blason  | Écartelé : aux 1er et 4e d'azur à trois jumelles d'or, aux 2e et 3e d'or à la croix ancrée de gueules. Ornements extérieursCroix de guerre 1914-1918. |
| Blason de Boisleux-au-Mont | Détails | Le statut officiel du blason reste à déterminer. |

## Pour approfondir

#### Bases de données, dictionnaires et encyclopédies
- Ressources relatives à la géographie :   - Insee (communes)
  - Ldh/EHESS/Cassini
- Ressource relative à plusieurs domaines :   - Annuaire du service public français
- Notices d'autorité :   - BnF (données)